# Schuster Lóránt
Schuster Lóránt (Budapest, 1949. május 20. –) a P. Mobil együttes vezetője, 1998–2002 között a fővárosi közgyűlés tagja (MIÉP).

## Pályafutása
Schuster János és Virágh Katalin gyermeke. Magyar-angol szakon érettségizett a Corvin Mátyás Gimnáziumban.
A kecskeméti repülőtéren volt őrkatona, innen hat hónap elteltével leszerelték. Az akkori vezetés tíz éven át nem engedélyezte, hogy együttesének, a Gesarolnak, majd a P. Mobilnak lemeze jelenjen meg. Zenekarvezetőként sajátos felállást valósított meg: nem játszik hangszeren és nem énekel szólót, hanem a színpadon showmanként (konferálás, tapsgép, valamint az általa „vizuális karó” néven emlegetett látványelemek) a közönséget hozza hangulatba. Emellett intézi az együttes ügyeit és a dalszövegek többségét is ő írja. 
1985 óta kulturális szolgáltató cége van. Szerkesztett és vezetett is rádióműsorokat, munkatársaival létrehozta a Magyarock Alapítványt. 1989–1990-ben a Popsikerek. Kulturális szórakoztató folyóirat felelős szerkesztője.
A MIÉP-nek a párt VI. Országos gyűlésén lett tagja. 1998-ban az önkormányzati választásokon a Fővárosi Közgyűlés képviselőjévé választották, valamint tagja volt a Kulturális Bizottságnak is. A Magyar Nemzeti Frontot 2003 elején alakította; ez a front a Magyar Nemzeti Szövetség tagja. Schuster Lóránt előbbinek szervezési alelnöke, utóbbinak pedig főtitkára.

## Magánélete
Elvált, két lánya és egy fia van: Lívia, Katinka és Jánoska, illetve egy unokája.

## Diszkográfia
Lásd: P. Mobil-diszkográfia
Az együttes valamennyi kiadványának készítésében részt vett.

## Filmjei
- Kopaszkutya (1981)
- Könnyű testi sértés (1983)
- István, a király (1984)
- Könnyű vér (1990)

## Díjai, elismerései
- Józsefváros díszpolgára (2016)
- Magyar Gazdaságért díj (2016)

## Műve
- A kintornás szerencséje (rockoperett, 1976)

## Könyv
- Kaptafa. Kocsmai beszélgetések Rozsonits Tamással; Anno, Bp., 2015
- Csiriz. Kocsmai beszélgetések Rozsonits Tamással; Anno, Bp., 2019

## Portré
- Tudom, hogy ki vagyok – Schuster Lóránt (2015) – Duna TV
- Hogy volt?! – Schuster Lóránt (2016)
- Őszintén – Schuster Lóránt (2019) – Hír TV
- Ez itt a kérdés – Schuster Lóránt (2021)